# Chien courant de Transylvanie
Pour les articles homonymes, voir Brachet (chien).
Le chien courant de Transylvanie, également appelé brachet hongrois ou chien courant hongrois, est une race de chiens originaire de Transylvanie, trouvé en Hongrie et Roumanie, considérée comme hongroise par la Fédération cynologique internationale. C'est un chien courant de taille moyenne, à la robe noire et feu. Il s'agit d'un chien de chasse employé comme chien courant pour la chasse au renard, au lièvre, au cerf et au sanglier.

## Historique

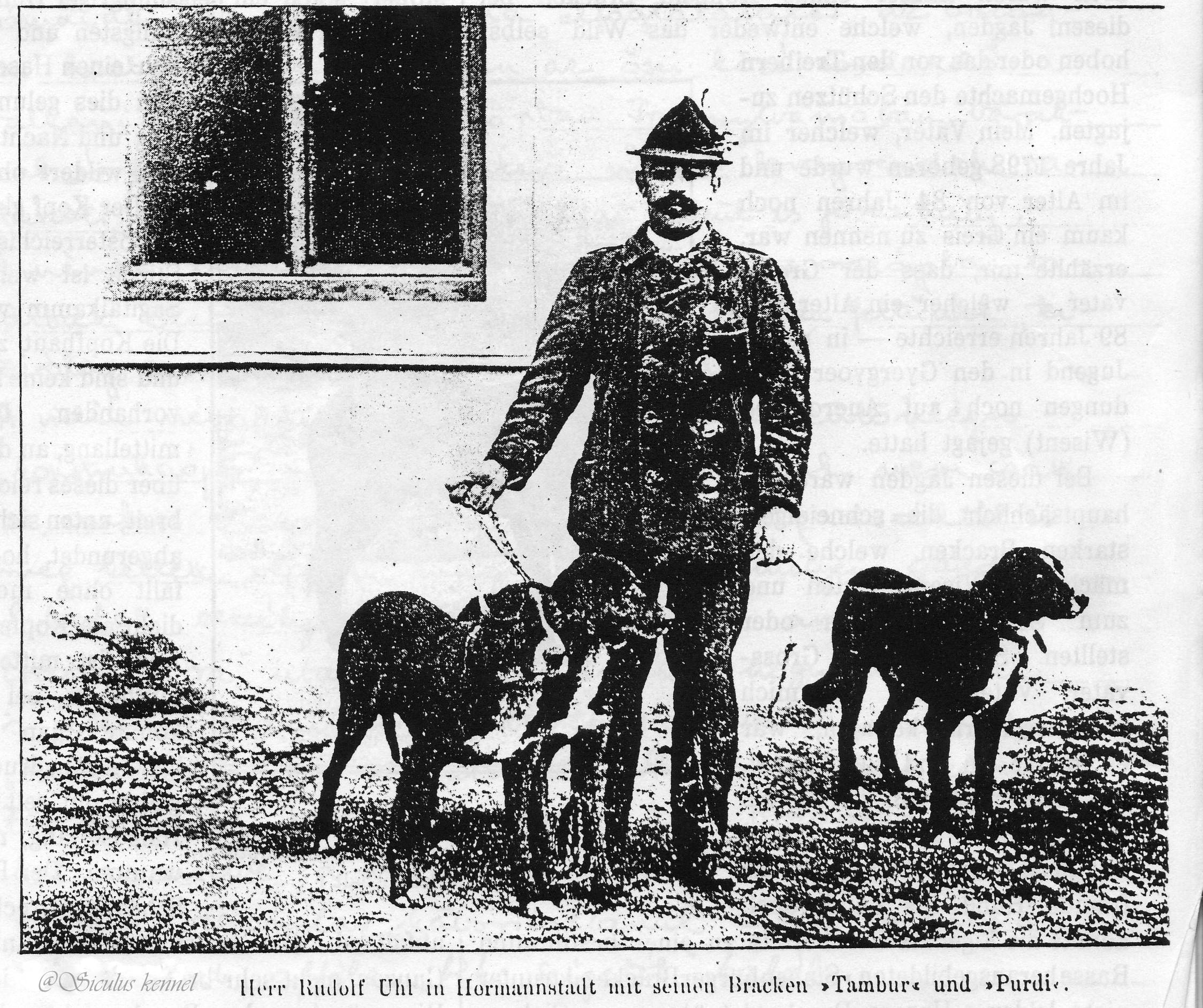
Chiens de Transylvanie en 1901.

Le chien courant de Transylvanie, qui serait issu de divers croisements entre des chiens magyars, hongrois et polonais, est une race qui s'est adaptée aux conditions climatiques et à la nature du terrain de la Transylvanie ainsi qu'aux traditions de la chasse hongroise. Au Moyen Âge, les ancêtres de la race constituent le chien de chasse préféré de la noblesse. Le développement de l’agriculture et de la sylviculture a repoussé l'utilisation du chien courant de Transylvanie dans les monts et forêts des Carpates. La variabilité du terrain entraîne la formation de deux variétés de taille, historiquement élevées ensemble. Le grand chien courant de Transylvanie est utilisé pour la chasse au gros gibier tels que l'ours, le sanglier et le lynx et la petite variété pour le petit gibier tels le lièvre et le renard en terrain couvert et le chamois en terrain découvert.
Les populations du chien courant de Transylvanie déclinent et au début du XXe siècle, la race est quasiment éteinte. En 1968, des efforts sont entrepris pour préserver la grande variété, qui est à présent assez répandue en Hongrie et en Roumanie. Le petit chien courant de Transylvanie est éteint.

## Standard

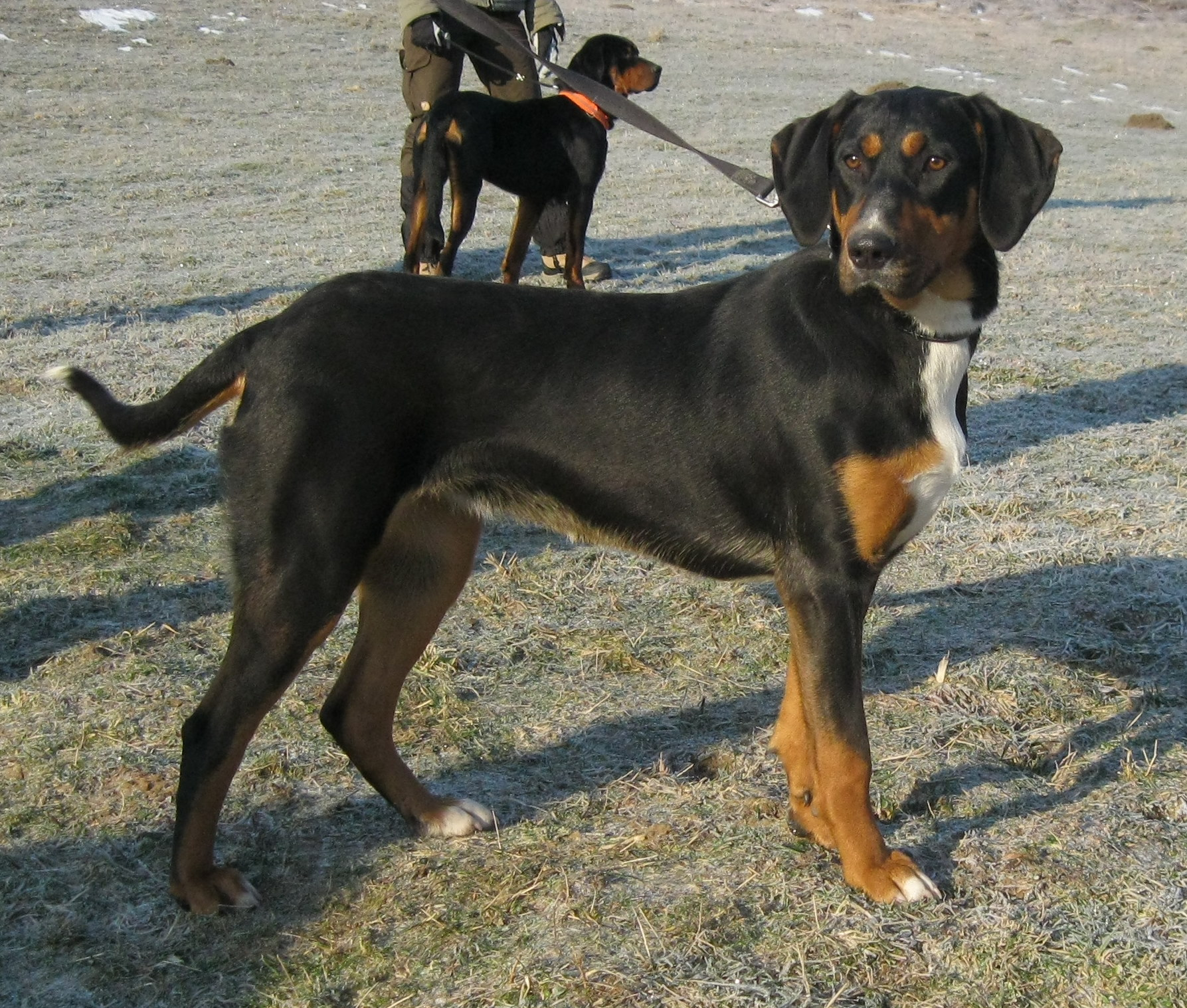
Chien courant de Transylvanie à la robe noire et feu marquée de blanc.

Le chien courant de Transylvanie est un brachet de taille moyenne, adapté au travail sur de longues distances et construit en athlète. Attachée à mi-hauteur, la forte queue forte dépasse de un à deux centimètres la pointe du jarret. Au repos, le tiers inférieur de la queue est légèrement recourbé vers le haut ; en action, la queue est recourbée au-dessus de la ligne du dos, sans être enroulée. La tête assez longue sans être pointue possède un crâne légèrement bombé avec une protubérance occipitale et des arcades sourcilières peu développées et un stop peu prononcé. Attachées à mi-hauteur, les courtes oreilles tombent sans pli le long des joues.  Elles s’élargissent à partir de l'attache pour se rétrécir en direction de leur extrémité arrondie. De grandeur moyenne, les yeux en forme d’amande et légèrement obliques, sont de couleur brun foncé. 
Le poil est brillant, court, serré, droit et bien couché, avec sous-poil. Le poil est grossier au toucher. Il est plus long sur le cou, le garrot, la face postérieure des cuisses et la face inférieure de la queue. Il peut former des épis et des crêtes. La couleur de fond de la robe est le noir. Les marques feu nettement délimitées se trouvent au niveau des sourcils (sous forme de point) ainsi qu'au museau et aux membres. Des marques blanches peuvent se trouver sur le chanfrein, sur le cou, sur le poitrail, les membres et l'extrémité du fouet.

## Caractère

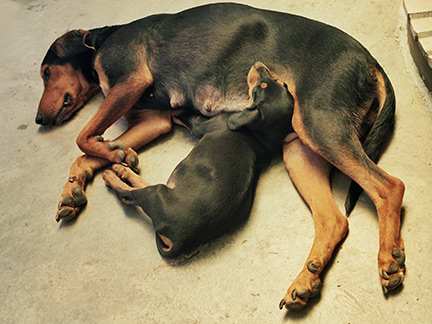
Une femelle et son petit.

Le chien courant de Transylvanie est décrit dans le standard FCI comme de bonne composition. C'est un chien courageux et tenace, calme et équilibré, mais également ferme et plein de tempérament. Affectueux avec son maître, c'est un chien facile à dresser et peu exigeant, prêt à défendre son maître si besoin.

## Utilité
Le chien courant de Transylvanie était historiquement utilisé comme chien courant pour la chasse au gros gibier tels que l'ours, le sanglier et le lynx : il est à présent utilisé pour la chasse au cerf et au sanglier. La race est généralement utilisée seule ou en couple ; elle s'adapte à toutes conditions climatiques. Il est capable de chasser d’une manière indépendante à grande distance de son maître. C'est un excellent limier, au bon odorat, qui jappe d’un ton plaintif lorsqu’il découvre une voie fraîche. Son cri est décrit comme sonore et de tonalité haute.